# Береговой (Володарский район)
Берегово́й — посёлок в Володарском районе Астраханской области России.Входит в состав Султановского сельсовета.

## География
Посёлок находится в юго-восточной части Астраханской области, на правом берегу протоки Бушма дельты реки Волги, на расстоянии примерно 12 километров (по прямой) к юго-юго-западу (SSW) от посёлка Володарский, административного центра района.
Абсолютная высота — 28 метров ниже уровня моря. Климат умеренный, резко континентальный, характеризуется высокими температурами летом и низкими — зимой, малым количеством осадков, а также большими годовыми и летними суточными амплитудами температуры воздуха.

## История
В 1965 году Указом Президиума ВС РСФСР посёлок Шайтаний переименован в Береговой.

## Население
| 2002 | 2010 |
| ---- | ---- |
| 141  | ↗163 |

Национальный и гендерный состав
По данным Всероссийской переписи, в 2010 году численность населения посёлка составляла 163 человек (88 мужчины и 75 женщин).
Согласно результатам переписи 2002 года, в национальной структуре населения казахи составляли 100 %.
| Национальность | Численность (2010) | Процент |
| -------------- | ------------------ | ------- |
| Казахи         | 165                | 100%    |
| Всего          | 165                | 100%    |

## Улицы
Уличная сеть посёлка состоит из одной улицы (ул. Береговая).